# GM2-ганглиозидоз (вариант АБ)
GM2 ганглиозидо́з, вариа́нт АБ (англ. GM2-gangliosidosis, AB variant) — редкое аутосомно-рецессивное нарушение обмена веществ, связанное с мутацией гена GM2A. Характеризуется нормальной активностью β-гексозаминидаз А и Б и обусловлено недостаточностью активатора (белкового кофактора), необходимого для реализации ферментной активности в отношении субстрата. Заболевание клинически проявляется прогрессирующим разрушением нервных клеток головного и спинного мозга.
Кроме варианта АБ GM2 ганглиозидоза, в клинической практике встречаются и другие заболевания со сходным фенотипом: болезнь Тея — Сакса и болезнь Сандхоффа. Все три варианта классифицируются как GM2 ганглиозидоз, так как каждая болезнь представляет собой отдельный с молекулярной точки зрения дефект активации лизосомного фермента бета-гексозаминидазы.

## Историческая справка
Клиническая картина первого наследственного заболевания из группы лизосомных болезней накопления (болезнь Тея — Сакса) была описана в 1881 году.
В конце 1960-х и начале 1970-х годов был открыт дефект фермента, вызывающий развитие фенотипа болезни Тея — Сакса. Позже разработан тест на TSD (от англ. Tay–Sachs disease), и болезнь Тея — Сакса становится моделью для проведения «массового скрининга» в медицинской генетике. Таким образом, данное заболевание стало научно-исследовательской моделью для понимания механизма и возможной профилактики всех аутосомных генетических расстройств.
AБ вариант клинически описан вскоре после опубликования биохимической характеристики болезни Тея — Сакса в 1969 году. Изначально заболевание считалось вариантом мутации аллелей гена англ. HEXA, однако в 1971 году Конрад Сандхофф (нем. Konrad Sandhoff) описал данный симптомокомплекс как AБ вариант GM2 ганглиозидоза. Скрининговые исследования ферментов лизосом у пациентов с фенотипом болезни Тея — Сакса выявили несколько необычных ложноотрицательных случаев — когда на фоне характерной клинической симптоматики отмечалась нормальная активность фермента. В других случаях у родителей, которые после скрининга не определялись в качестве носителей болезни Тея — Сакса, рождались дети с симптомами классической инфантильной формы заболевания.
В конечном итоге было определено, что GM2 ганглиозидоз может быть вызван мутациями трёх различных генов, один из которых является белковым кофактором (активатором бета-гексозаминидазы А). Заболевание, вызванное мутацией гена, ответственного за синтез этого белка-активатора, было названо AБ вариантом GM2 ганглиозидоза. В 1992 году ген GM2A был локализован на 5-й хромосоме, а точный локус был определён в следующем году.

## Патогенез
Ген GM2A содержит «инструкции», необходимые для синтеза белка́, называемого GM2 активатор. Данный бело́к-кофактор, необходим для активации и нормальной функции бета-гексозаминидазы А. Дефект активации лизосомного фермента бета-гексозаминидазы, ведёт к накоплению внутри клеток производных жирных кислот — ганглиозида GM2 и глобозида. Заболевание обычно заканчивается летальным исходом в раннем детстве.

## Наследование
Заболевание наследуется, как и подавляющее большинство лизосомных болезней накопления, по аутосомно-рецессивному типу наследования. Таким образом, с одинаковой частотой встречается как у мужчин, так и у женщин.
Аутосомно-рецессивный тип наследования на практике означает, что дефектный ген расположен на одной из двух аллельных аутосом. Заболевание клинически манифестирует только в случае, когда обе аутосомы, полученные по одной от отца и матери, являются дефектными по данному гену. Как и во всех случаях аутосомно-рецессивного наследования, если оба родителя несут дефектный ген, то вероятность наследования болезни у потомства составляет 1 из 4. Таким образом, в среднем на одного больного ребёнка в такой семье приходится три без клинических признаков проявлений генной болезни. На схеме синим цветом обозначены здоровые, фиолетовым — носители дефектного гена, красным — GM2 ганглиозидоз (два дефектных гена одной аллели 11q15.5). Синим кружочком помечен нормальный ген, красным — дефектный.

## Классификация
Согласно Международной классификации болезней десятого пересмотра (МКБ-10), различают:
- E75 Нарушения обмена сфинголипидов и другие болезни накопления липидов.
  - E75.0 GM2 ганглиозидоз: Болезнь Сандхоффа, Болезнь Тея — Сакса, GM2-ганглиозидоз: БДУ (без дополнительных уточнений), взрослых, ювенильный.

## Клиническая картина
Клинические симптомы и фенотип варианта АБ GM2 ганглиозидоза идентичны инфантильной форме болезни Тея — Сакса, за исключением того, что результат тестирования показывает нормальный уровень активности фермента бета-гексозаминидазы А. Инфантильная форма болезни Сандхоффа также обладает сходными симптомами и прогнозом, за исключением того, что в ходе исследования выявляется дефицит бета-гексозаминидазы А и Б. Грудные дети с данным вариантом заболевания, как правило, развиваются нормально до возраста 3 — 6 месяцев. Тогда на фоне общего благополучия замедляется физическое развитие и ослабевает сила мышц, используемых ребёнком для движения. Такие младенцы утрачивают приобретённые ранее двигательные навыки: переворачивание, ползание, сидение. По мере прогрессирования болезни, у младенца развиваются судороги, снижение зрения и слуха, умственная отсталость, паралич.
Исследование глазного дна позволяет выявить наличие характерного вишнёво-красного пятна на центральной ямке сетчатки, которое может быть интерпретировано в качестве признака характерного для этого заболевания. Образование своеобразного вишнёво-красного пятна на сетчатке зафиксировано Уорреном Теем в 1881 при описании болезни, позже названной болезнью Тея — Сакса.

## Прогноз
Прогноз для AБ варианта GM2 ганглиозидоза такой же, как и для инфантильной формы болезни Тея — Сакса: дети погибают в младенчестве или раннем детстве.